# APINACA
APINACA（N-(1-アダマンチル)-1-ペンチル-1H-インダゾール-3-カルボキサミド、俗称: AKB48）は、カンナビナイト受容体CB1のアゴニストである（Ki=304.5nM, EC50=585nM）。合成カンナビノイドの一種であり、インダゾールの1位にペンチル基が結合した化合物である。
2012年3月に日本の研究所でAPICAと同様の危険ハーブの成分として確認された。日本では、2012年7月1日に、薬事法に基づく指定薬物に追加された。また、ニュージーランドでは、2012年7月13日に一時指定薬物に指定され、禁止された。
ある特許に申請されていた範囲に含まれてはいたが、この化合物自体が論文や特許に記載されたことはなかった。

## 検出
薬物ではAKB48という名称で販売されていることがある。薬機法の法基準はこの薬物でも有効である。フォレンデックス (Forendex) のウェブサイトにおいて乱用の可能性がある薬物にリストアップされている。